# Барт — убийца
«Bart the Murderer» (с англ. — «Барт — убийца») — четвёртый эпизод третьего сезона мультсериала «Симпсоны». Премьера эпизода состоялась 10 октября 1991 года.

## Сюжет
Катаясь по городу на скейте, Барт случайно попадает в Социальный клуб узаконенных бизнесменов. Он узнаёт, что в этом месте собирается спрингфилдская мафия. Зарекомендовав себя с хорошей стороны, он становится помощником Жирного Тони, который принимает его на работу как бармена и мальчика на побегушках. Барт всё больше становится похож на гангстера. Это беспокоит Мардж. Однажды Барт опоздал на встречу мафии и пожаловался на то, что директор Скиннер помешал ему прийти вовремя, оставив Барта после уроков.
Вскоре после этого разговора Скиннер исчезает. Общественность, а позже и полиция, подозревают, что за это ответственны Барт и его новые друзья. Их арестовывают. На суде Жирный Тони пытаясь оправдать себя, представляет Барта как своего руководителя и убийцу Скиннера. К концу судебного процесса большинство присутствующих верят в виновность Барта. Против мальчика выступил даже Гомер. Но неожиданно в зал врывается небритый и исхудавший Скиннер.
Он рассказывает суду, что в день исчезновения он решил проверить архивные контрольные работы, хранящиеся у него в подвале. При попытке их достать Скиннер уронил на себя здоровенную кипу газет и не смог из-под неё вылезти. Он долгое время провёл под газетами, пока не догадался как, путём сложных манипуляций, вылезти из-под них. Барт и члены мафии оправданы, и Барт идёт домой.

## Интересные факты
- Парень, с которым сидел Барт в одной камере — Сайдшоу Боб.
- Номер на форме Жирного Тони совпадает с номером серии.
- Друзья Барта рисуют на стене под его же руководством то же самое, что нарисовал Барт в начале серии «Bart The Genius».

## Культурные отсылки
- Имена лошадей в фильме взяты из различных известных мультфильмов:
  - «Yabba Dabba Doo» (Флинтстоуны).
  - «I Yam What I Yam» (Попай)
  - «Ain’t I a Stinker?» (Багз Банни)
- То, как Барт попадает в бар к мафиози и начинает на них работать, является отсылкой в фильму «Славные парни».
- Деловой коллега Жирного Тони, который даёт ему «поцелуй смерти» — пародия на фильм «Крестный отец».
- Сцена в «Шоу Щекотки и Царапки», которую смотрят в баре — отсылка к фильму «Резня в день Святого Валентина».
- Человек в чёрном костюме, который пришёл в клуб, что выпить коктейль «Манхэттен», очень похож на Дона Корлеоне из кинофильма «Крёстный отец».